# Occidental Quarterly
The Occidental Quarterly (deutsch: Abendländisches Vierteljahresheft) ist ein rechtsstehendes politisches Magazin mit Sitz in Atlanta im US-Bundesstaat Georgia, das der Alt-Right zugeordnet wird. Es wurde im Jahr 2001 von William H. Regnery gegründet wurde und wird von der Charles Martel Society herausgegeben. Seit Oktober 2007 erscheint es zusätzlich als Onlinemagazin; angeschlossen ist die Nachrichtenseite Occidental Observer. Das Magazin veröffentlicht Beiträge aus den Themenkreisen Rassismus und Antisemitismus sowie gegen die Einwanderung von Personen, die nicht aus dem westlichen Kulturkreis stammen.

## Charles Martel
Charles Martel im Namen der Herausgebergesellschaft bezieht sich Karl Martell, der im Jahr 732 in der Schlacht von Tours und Poitiers die muslimischen Araber und Berber besiegte und ihren Vormarsch angeblich aufhielt. Karl Martell wurde im 19. Jahrhundert zum Retter des Abendlands erklärt, was sich nach heutigem Forschungsstand nicht belegen lässt.

## Politische Vorstellungen
Für die Herausgeber des Occidental Quarterly beruht der Westen auf seiner antiken, christlichen und germanischen Vergangenheit. Die Vereinigten Staaten seien ein Teil des Westens, eine einmalige und nicht austauschbare Geschichtsentwicklung mit spezifischen rassischen, historischen und kulturellen Identitäten.
In der Grundsatzerklärung von Occidental Quarterly aus dem Jahr 2003 finden sich nachfolgende politische Kernaussagen:
- Rasse bilde Kultur. Die Kultur sei die Voraussetzung für die Identität und Integrität.
- Nur Personen europäischer Ahnen sollten in die Vereinigten Staaten einwandern können.
- Die politische und personelle Freiheit der US-amerikanischen Gesetzgebung, einschließlich der Rechte der freien Meinungsäußerung und der Assoziation, sei durch ethnische und ideologische Feinde gefährdet und müsse geschützt werden.
- Der politische Einfluss anderer Staaten wie Israel und Mexiko auf die Politik der Vereinigten Staaten sei zurückzuweisen.[4]

## Politische Konzeption
Die Herausgeber und Redakteure des Magazins begreifen sich entsprechend ihrer Grundsatzerklärung aus dem Jahr 2003 als ein Teil der US-amerikanischen Konservativen. Sie verstehen sich als dritte Schule, die sich aus Paläokonservatismus und Neokonservatismus entwickelt habe.
Dem Southern Poverty Law Center zufolge will Occidental Quarterly die kulturellen, ethnischen und Rasseninteressen der westeuropäischen Völker verteidigen und die gegenwärtigen politischen, sozialen und demografischen Entwicklungen hinsichtlich ihrer Auswirkung auf die Nachkommenschaft der abendländischen Zivilisation untersuchen.

## Personenkreis
Der derzeitige Chefredakteur ist Kevin B. MacDonald. Herausgeber des Magazins ist William H. Regnery. Mitglieder im Beirat des Magazins sind u. a. Virginia Abernethy, Richard Lynn und Tomislav Sunić.
Jared Taylor, Herausgeber des Magazins American Renaissance, war Beiratsmitglied; ebenso Samuel T. Francis bis zu seinem Tod. Sieben der Beiratsmitglieder (Stand 2016) können den akademischen Grad eines Doktors vorweisen.

## Kritik
Das Southern Poverty Law Center beschreibt das Occidental Quarterly als ein „slick, academic-looking journal edited by a Who’s Who of the radical right“ (deutsch: „raffiniertes, akademisch aussehendes Journal, herausgeben vom Who’s Who der radikalen Rechten“). Der Historiker Tony Taylor bezeichnet das Magazin als „a far-right racially obsessed US Magazine“ (deutsch: „ein weit rechts (befindliches), besessenes, rassistisches US-amerikanisches Magazin“). David Frum ordnete das Journal unpatriotischen Amerikanern zu und bezeichnete es als „pseudo-scholary“ (deutsch: „pseudowissenschaftlich“) und Max Blumenthal als „pseudo-academic“ (deutsch: „pseudoakademisch“).